# Rayland
Rayland – wieś w Stanach Zjednoczonych, w stanie Ohio, w hrabstwie Jefferson.